# Otiorhynchus cribricollis
L'oziorinco dell'olivo (Otiorhynchus cribricollis Gyllenhal, 1834) è un coleottero della famiglia dei Curculionidi  che vive generalmente a spese dell'olivo e degli agrumi, ma gli adulti sono stati riscontrati anche su altre piante: vite, pesco, mandorlo e piante ortive, soprattutto se consociate all'olivo.
Originario dell'Europa meridionale e mediterranea, è diffuso anche  in tutto il Nord Africa. Inoltre, è stato introdotto accidentalmente negli USA, in Australia e in Nuova Zelanda.
In Italia è presente in tutte le zone olivicole.

## Descrizione

### Adulto
Adulto di forma ovale e di colore nero lucente con zampe e antenne bruno-rossastre. Le elitre presentano 10 striature profonde  e punteggiate con le interstrie granulose portanti una serie di peli corti, ricurvi e diretti all'indietro. Gli adulti hanno le elitre saldate lungo la linea di sutura e quindi non sono in grado di volare. È specie partenogenetica, con rara presenza dei maschi. Raggiunge 6-8 mm di lunghezza.

### Uova
Uova ellissoidali, di colore avorio.

### Larva
Larva di colore giallastro, senza zampe toraciche e con corpo ricurvo. La larva matura è lunga 8-9 mm.

### Pupa
La pupa è racchiusa, come gli altri Curculionidi, in una celletta terrosa.

## Biologia
O. cribricollis compie una sola generazione all'anno e sverna da larva in fase più o meno avanzata di sviluppo..
Gli adulti compaiono all'inizio dell'estate e dopo riproduzione, generalmente per partenogenesi, le femmine depongono in autunno (ottobre), per oltre un mese, circa 70-200 uova  alla superficie  del suolo o leggermente interrate; da queste nascono dopo 3-4 settimane le larve che si nutrono e si sviluppano sulle radici di piante erbacee e degli stessi fruttiferi; raggiunta la maturità dopo aver attraversato 10 età larvali, si impupano entro una celletta terrosa per circa un mese (tra aprile e maggio) per poi dare gli adulti che fuoriescono dal suolo a partire dall'inizio di giugno.

## Parti attaccate e danni
Gli adulti di giorno si rifugiano nel terreno, generalmente ai piedi delle piante attaccate, a pochi centimetri di profondità e durante le ore notturne salgono sulle piante per nutrirsi di tenero fogliame o corteccia verde.
Gli adulti compiono caratteristiche erosioni a forma di mezzaluna sul margine fogliare, mentre le larve danneggiano le radici di ortive  e di altre piante erbacee. In caso di forte infestazione,  compiono anche erosioni sui germogli teneri e sui peduncoli delle olive provocandone  la caduta.
I danni compiuti dagli adulti possono rilevarsi molto gravi nei vivai, nei getti degli innesti, nei nuovi impianti e sui polloni allevati per la costituzione di nuove piante di olivo.
Nei semenzali degli agrumi compiono erosioni poco sotto la zona del colletto compromettendo in tal modo la vita delle piantine colpite.

## Difesa

### Interventi agronomici
- Su piante in produzione: è sufficiente lasciare a disposizione degli adulti sino a ottobre i polloni alla base delle piante e i succhioni sulla chioma, per attenuare i danni;
- Su piante in accrescimento (vivai, nuovi impianti, getti degli innesti), sempre allo scopo di impedire all'insetto di salire sulla chioma, si fa ricorso alle fasce in fibra sintetica (fasce di lana di vetro) da applicare preventivamente al punto di innesto.

### Interventi chimici
- Contro gli adulti: per proteggere le giovani piante e gli innesti effettuare trattamenti, prima delle ovideposizioni, con azinfos-metile, endosulfan e acefate.
- Contro le larve: effettuare geodisinfestazioni attorno alle piante.